# مشاركة (اجتماع)

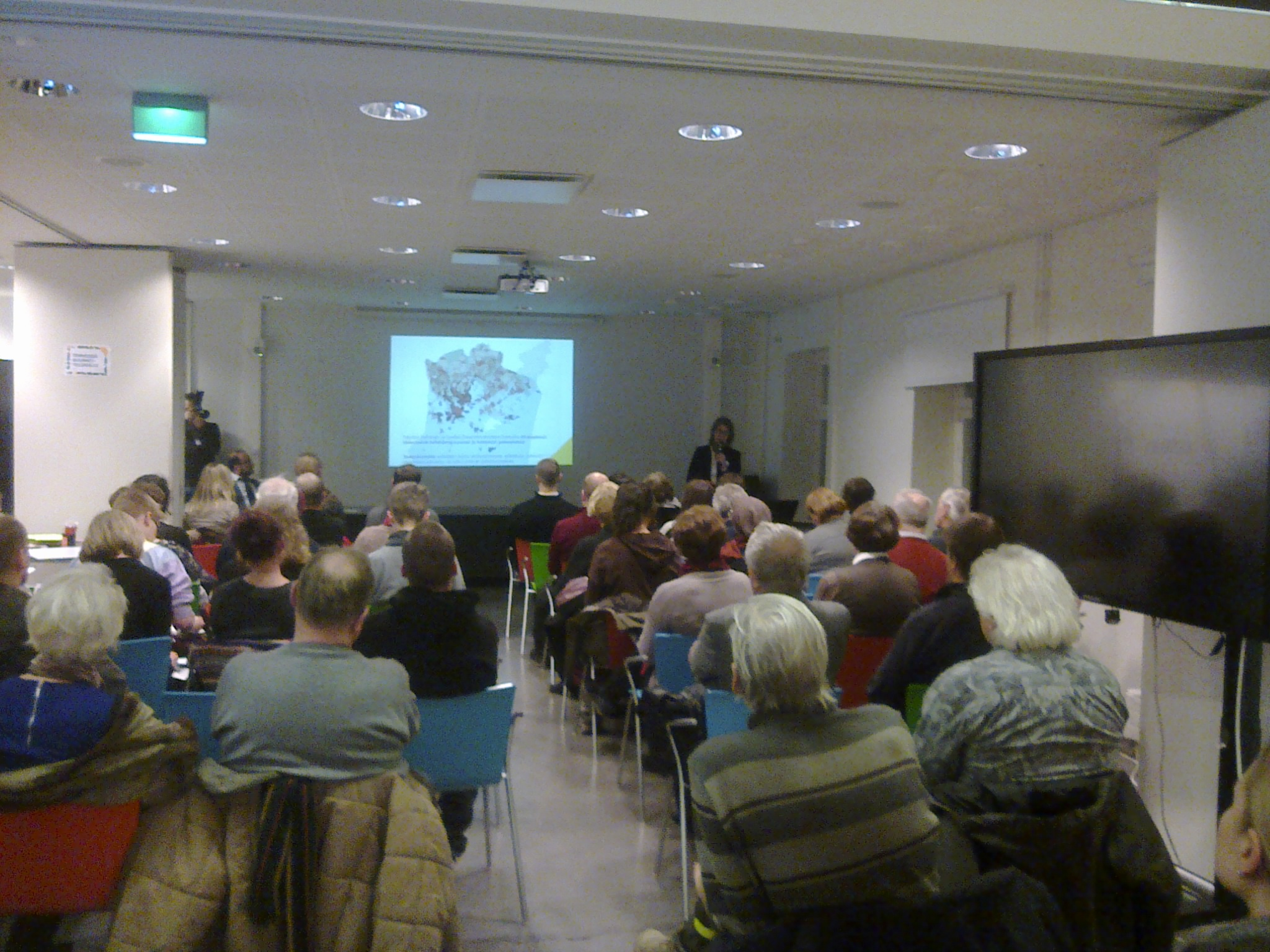
مناقشة حول خطة هلسنكي الرئيسية

المشاركة في العلوم الاجتماعية عبارة عن آليات مختلفة يتمكن من خلالها الجمهور من التعبير عن آرائهم ومن ثم التأثير فيما يتعلق باتخاذ القرارات السياسية والاقتصادية وغيرها من القرارات الاجتماعية. والمشاركة في اتخاذ القرارات يمكن أن تشمل أي نشاط اجتماعي، بما في ذلك الاقتصاد (أي المشاركة الاقتصادية) والسياسة (مثلا الديمقراطية التشاركية) والإدارة والثقافة (لتعدد الثقافي) والشأن العائلي (النسوية).